# Лисоцка
Лисоцка (1980—1992. године Лисацка, од 2007. године поново Лисацка; алб. Lesockë или Lesocka) је насеље у општини Косовска Каменица на Косову и Метохији. Атар насеља се налази на територији катастарске општине Лисоцка површине 795 ha. Село Лисоцка се налази десетак километара североисточно од Косовске Каменице. Село је некада било насељено српским житељима Кршљанцима, о чему сведочи назив места Кршљанит, као и остаци старог српског гробља, које се зове Јованово гробље, те рушевине старе српске цркве. Албанци су у село почели да се досељавају од 1750. године, по исељењу Срба Кршљанаца.

## Демографија
Насеље има албанску етничку већину.
Број становника на пописима:
- попис становништва 1948. године: 670
- попис становништва 1953. године: 638
- попис становништва 1961. године: 641
- попис становништва 1971. године: 668
- попис становништва 1981. године: 432
- попис становништва 1991. године: 325